# Liste der Kulturdenkmale in Rabenau (Sachsen)

Stadtwappen von Rabenau

Die Liste der Kulturdenkmale in Rabenau enthält die Kulturdenkmale in Rabenau.
Die Anmerkungen sind zu beachten.
Diese Liste ist eine Teilliste der Liste der Kulturdenkmale im Landkreis Sächsische Schweiz-Osterzgebirge.

Diese Liste ist eine Teilliste der Liste der Kulturdenkmale in Sachsen.

## Legende
- Bild: Bild des Kulturdenkmals, ggf. zusätzlich mit einem Link zu weiteren Fotos des Kulturdenkmals im Medienarchiv Wikimedia Commons. Wenn man auf das Kamerasymbol klickt, können Fotos zu Kulturdenkmalen aus dieser Liste hochgeladen werden:
- Bezeichnung: Denkmalgeschützte Objekte und ggf. Bauwerksname des Kulturdenkmals
- Lage: Straßenname und Hausnummer oder Flurstücknummer des Kulturdenkmals. Die Grundsortierung der Liste erfolgt nach dieser Adresse. Der Link (Karte) führt zu verschiedenen Kartendiensten mit der Position des Kulturdenkmals. Fehlt dieser Link, wurden die Koordinaten noch nicht eingetragen. Sind diese bekannt, können sie über ein Tool mit einer Kartenansicht einfach nachgetragen werden. In dieser Kartenansicht sind Kulturdenkmale ohne Koordinaten mit einem roten bzw. orangen Marker dargestellt und können durch Verschieben auf die richtige Position in der Karte mit Koordinaten versehen werden. Kulturdenkmale ohne Bild sind an einem blauen bzw. roten Marker erkennbar.
- Datierung: Baubeginn, Fertigstellung, Datum der Erstnennung oder grobe zeitliche Einordnung entsprechend des Eintrags in der sächsischen Denkmaldatenbank
- Beschreibung: Kurzcharakteristik des Kulturdenkmals entsprechend des Eintrags in der sächsischen Denkmaldatenbank, ggf. ergänzt durch die dort nur selten veröffentlichten Erfassungstexte oder zusätzliche Informationen
- ID: Vom Landesamt für Denkmalpflege Sachsen vergebene, das Kulturdenkmal eindeutig identifizierende Objekt-Nummer. Der Link führt zum PDF-Denkmaldokument des Landesamtes für Denkmalpflege Sachsen. Bei ehemaligen Kulturdenkmalen können die Objektnummern unbekannt sein und deshalb fehlen bzw. die Links von aus der Datenbank entfernten Objektnummern ins Leere führen. Ein ggf. vorhandenes Icon  führt zu den Angaben des Kulturdenkmals bei Wikidata.

## Rabenau
| Bild                                    | Bezeichnung | Lage                              | Datierung                           | Beschreibung | ID       |
| --------------------------------------- | --- | --------------------------------- | ----------------------------------- | --- | -------- |
| Weitere Bilder                          | Sachgesamtheitsbestandteil der Sachgesamtheit Weißeritztalbahn, Teilabschnitt Rabenau, OT Rabenau mit zahlreichen Einzeldenkmalen | (Karte)                           | 1881–1883                           | Sachgesamtheitsbestandteil der Sachgesamtheit Weißeritztalbahn (ID-Nr. 09301531), Teilabschnitt Rabenau, OT Rabenau mit folgenden Einzeldenkmalen: zwei Naturstein-Bogenbrücken (Einzeldenkmal ID-Nr. 09301551), sowie mit folgenden Einzeldenkmalen gemeinde- und gemarkungsübergreifend teilweise auf der Gemarkung Coßmannsdorf (Gemeinde Freital, OT Hainsberg) und teilweise auf der Gemarkung Rabenau (Gemeinde Rabenau, OT Rabenau): zwei Naturstein-Bogenbrücken – Sachgesamtheit mit Gleiskörper (Sachgesamtheitsteile), Technik und allen Hochbauten sowie Brücken der Weißeritztalbahn in den Gemeinden Freital (OT Hainsberg), Rabenau (OT Rabenau, Lübau, Spechtritz, Oelsa), Dippoldiswalde (OT Malter, Dippoldiswalde, Ulberndorf, Obercarsdorf, Schmiedeberg, Naundorf) und Altenberg (OT Oberbärenburg, Kurort Kipsdorf), bedeutendes Denkmal der sächsischen Verkehrsgeschichte, eine der ältesten Schmalspurbahnen Deutschlands, von geschichtlichem, wissenschaftlich-dokumentarischem, landschaftsgestaltendem sowie Seltenheitswert. | 09301550 |
|                                         | Zwei Naturstein-Bogenbrücken (Einzeldenkmale zu ID-Nr. 09301550)                                                                  | (Karte)                           | 1883                                | Einzeldenkmale der Sachgesamtheit Weißeritztalbahn, Teilabschnitt Freital, OT Hainsberg – Rabenau, OT Rabenau sind gemeinde- und gemarkungsübergreifend teilweise auf Gemarkung Coßmannsdorf (Gemeinde Freital, OT Hainsberg) und teilweise auf Gemarkung Rabenau (Gemeinde Rabenau, OT Rabenau): zwei Naturstein-Bogenbrücken – Eisenbahnanlagenteile von geschichtlichem, wissenschaftlich-dokumentarischem, landschaftsgestaltendem sowie Seltenheitswert. Einzeldenkmale teilweise auf Gemarkung Rabenau (Gemeinde Rabenau, OT Rabenau, Flurstück 570) und teilweise auf Gemarkung Coßmannsdorf (Gemeinde Freital, OT Hainsberg, Flurstücke 177 und 178) zwei Naturstein-Bogenbrücken, 1883, Einzeldenkmal nur auf der Gemarkung Coßmannsdorf. | 09301553 |
| Direkt Bild zu diesem Denkmal hochladen | Stollen | (Karte)                           | 16./17. Jh.                         | bergbaugeschichtlich von Bedeutung | 08960525 |
| Direkt Bild zu diesem Denkmal hochladen | Stollen | (Karte)                           | 14./15. Jh.                         | bergbaugeschichtlich von Bedeutung | 08963606 |
|                                         | Wohnhaus in offener Bebauung | Bahnhofstraße 3 (Karte)           | 18. Jh.                             | kleines ländliches Wohnhaus, Obergeschoss Fachwerk verputzt, in der Konstruktion erhalten, baugeschichtlich von Bedeutung. Giebelseiten massiv, aber ansonsten selbst Erdgeschoss in ursprünglichem Aussehen (Sandsteingewände, gesproßte Winterfenster), Obergeschoss Fenster in originaler Größe, zum Teil noch sechsfeldrig gesprosst, Satteldach. | 08963319 |
|                                         | Wohnhaus in offener Bebauung | Bahnhofstraße 12 (Karte)          | 1. Hälfte 19. Jh.                   | ländliches Wohnhaus, Obergeschoss Fachwerk verputzt, Relikt von Holzbauweise in veränderter Umgebung, baugeschichtlich von Bedeutung. Erdgeschoss massiv, Sandstein-Fenstergewände, Obergeschoss Fenster in originaler Größe, Krüppelwalmdach, Biberschwanz-Kronendeckung. | 08963314 |
|                                         | Wohnhaus (auf Hakengrundriss) in offener Bebauung                                                                                 | Bahnhofstraße 22 (Karte)          | 18. Jh.                             | ländliches Wohnhaus, Obergeschoss Fachwerk verkleidet, in der Konstruktion erhalten, baugeschichtlich von Bedeutung. Hakengrundriss, Erdgeschoss massiv, Jalousienkästen, Obergeschoss Fenster in originaler Größe. | 08963315 |
| Weitere Bilder                          | Ehem. Rabenauer Mühle | Bahnhofstraße 23 (Karte)          | 1868 und später                     | Gasthof und ehem. Mühle an der Roten Weißeritz – drei Gebäude einer zum Gasthof umgebauten Mühle und ehemaliger Tanzsaal südöstlich der Bahnhofstraße und der Mühle an der Roten Weißeritz – Wohn- und Haupt-Nebengebäude im Schweizerstil (regionale Besonderheit: preußisches Fachwerk), massives ehemaliges Turbinengebäude, einzeln stehender Tanzsaal Backsteingebäude mit typischer hölzerner Giebelverzierung, altberühmtes Ausflugslokal, Denkmal von technikhistorischer, architektonischer, ortshistorischer und tourismusgeschichtlicher Relevanz. Hauptgebäude zweigeschossig mit Drempel, Dachüberstand, ehemaliger Tanzsaal mit typischer hölzerner Giebelverzierung. | 08963276 |
|                                         | Wohnstallhaus | Dippoldiswalder Straße 6 (Karte)  | bez. 1805                           | Obergeschoss Fachwerk, gut im ursprünglichen Aussehen wieder hergestellt, baugeschichtlich von Bedeutung. Erdgeschoss massiv, Sandsteingewände, zwei Segmentbogen-Türgewände, eines mit Schlussstein, bezeichnet 1805 (Türgewände Schlussstein), Obergeschoss Fenster in originaler Größe, erneuert, mit echten Sprossen, Giebel verbrettert, Satteldach, Schieferdeckung, Dachüberstand. | 08963316 |
|                                         | Wohnstallhaus | Dippoldiswalder Straße 12 (Karte) | um 1850                             | Obergeschoss Fachwerk, in Aussehen und Konstruktion erhalten, baugeschichtlich von Bedeutung. Erdgeschoss massiv, Stallteil erhalten, zum Teil Winterfenster, Obergeschoss Fenster in originaler Größe, Sprossung, kleiner integrierter Wirtschaftsteil, Krüppelwalmdach. | 08963318 |
|                                         | Forsthof | Förstereistraße 8 (Karte)         | ab 1680                             | Wohnstallhaus und zwei Seitengebäude eines Forsthofes sowie Toranlage und alte Pflasterung vor dem Wohnstallhaus – in Struktur und Aussehen erhaltener Försterei, alle Gebäude in Fachwerkbauweise, Hofzufahrt mit vier Sandstein-Torpfeilern, architektonische und ortshistorische Relevanz. Wohnstallhaus: Erdgeschoss massiv, zwei segmentbogige Sandstein-Haustürgewände, Obergeschoss Fachwerk teils verputzt, teils verbrettert, Fenster in originaler Größe, Walmdach, Fachwerkscheune und Fachwerkstallscheune mit originalen Fenstergrößen im Obergeschoss, mit alter Sprossung (Öffnungsklappen), – alle Gebäude mit Biberschwanz-Kronendeckung. | 08963317 |
|                                         | Mietshaus in geschlossener Bebauung                                                                                               | Freitaler Straße 1 (Karte)        | bez. 1892                           | Mietshaus in geschlossener Bebauung (bauliche Einheit mit Freitaler Straße 3 und Weststraße 1) – Klinkerfassade mit Sandstein abgesetzt, Teil eines städtebaulich relevanten Häuserkomplexes im Neorenaissancestil, baugeschichtlich von Bedeutung. Dreigeschossig, Erdgeschoss rustiziert, alte Türblätter, Fenstergestaltung Sandstein, Fenster in originaler Größe, Erdgeschoss mit Ladeneinbauten dreigeschossig, Erdgeschoss rustiziert, mit Ladeneinbau, Fensterrahmung und -bekrönung Sandstein, lisenenartige Eckengestaltung aus rotem Backstein, zwei Gurtgesimse (Sandstein), Traufgesims, darüber balusterartiger Aufbau mit zentraler Bekrönung, bezeichnet 1892 (Bekrönung). | 08963288 |
|                                         | Mietshaus in geschlossener Bebauung und Ecklage                                                                                   | Freitaler Straße 3 (Karte)        | 1892                                | Mietshaus in geschlossener Bebauung und Ecklage (bauliche Einheit mit Freitaler Straße 1 und Weststraße 1) – Klinkerfassade mit Sandstein abgesetzt und mit betonter Eckenbekrönung, Teil eines städtebaulich relevanten Häuserkomplexes im Neorenaissancestil, baugeschichtlich von Bedeutung. Dreigeschossig, Erdgeschoss rustiziert, vertikale Gliederung durch Lisenen (roter Backstein), Fenstergestaltung Sandstein, alle Fenster original. | 08963289 |
|                                         | Wohnhaus in offener Bebauung | Freitaler Straße 5 (Karte)        | Ende 19. Jh.                        | Wohnhaus in offener Bebauung, mit Einfriedung des Vorgartens zur Weststraße – Klinkergebäude mit dominantem Eckturm, Neorenaissancestil, Strukturbestandteil der städtischen Kernbebauung, baugeschichtlich und städtebaulich von Bedeutung. Zweigeschossiger Klinkerbau, Fenstergestaltung und Gurtgesimse Sandstein, im Erdgeschoss Fenster-Schlussstein, zweieinhalbgeschossiger Eckturm mit Kuppelbekrönung, flaches Walmdach mit Schieferdeckung, Kuppel zweifarbig, ehemaliges Ärztehaus. | 08963291 |
|                                         | Postamt in offener Bebauung | Freitaler Straße 7 (Karte)        | nach 1900                           | Putzbau mit Fachwerk-Elementen, mit Einflüssen von Jugend- und Schweizerstil, weitgehend im ursprünglichen Aussehen erhalten, baugeschichtlich und ortsgeschichtlich von Bedeutung. Zweigeschossiger massiver Putzbau, Gewände und Ornament Sandstein, Kniestock und Dachgiebel mit Zierfachwerk, drei Dachhäuschen zur Straße, Satteldach, Schieferdeckung, Erdgeschoss: Fensterbekrönung nach Grottenarchitektur, schönes originales Türblatt, Fenstersprossung Obergeschoss nicht mehr vorhanden, Sockelrustika. | 08963307 |
|                                         | Wohnhaus in geschlossener Bebauung                                                                                                | Freitaler Straße 13 (Karte)       | um 1800, womöglich älter            | Wohnhaus in geschlossener Bebauung (bauliche Einheit mit Nr. 15) – Obergeschoss Fachwerk verputzt, Relikt ländlicher Holzbauweise in gewandelter Umgebung, baugeschichtlich von Bedeutung. Erdgeschoss massiv, Ladeneinbau, Obergeschoss Fenster in originaler Größe, Fachwerk verputzt, Schieferdeckung. | 08963308 |
|                                         | Wohnhaus in halboffener Bebauung                                                                                                  | Freitaler Straße 15 (Karte)       | um 1800, womöglich noch etwas älter | Wohnhaus in halboffener Bebauung (bauliche Einheit mit Nr. 13) – Obergeschoss Fachwerk verputzt, Relikt ländlicher Holzbauweise in gewandelter Umgebung, baugeschichtlich von Bedeutung. Erdgeschoss moderner Ladeneinbau, Obergeschoss Fenster in originaler Größe, Krüppelwalmdach, Schieferdeckung. | 08963309 |
|                                         | Mietshaus in offener Bebauung, ehemals mit Apotheke                                                                               | Freitaler Straße 27 (Karte)       | 1890er Jahre                        | stattliches Gebäude in Neorenaissanceformen, Klinkerfassade, Mittelrisalit mit Dreiecksgiebel betont, markante Lage im Ortskern, baugeschichtlich und städtebaulich von Bedeutung. Dreigeschossiger Klinkerbau (rot und gelb), mit Sandstein-Fenstergewänden, Erdgeschoss zum Teil verändert, Ladengestaltung aber erhalten, flacher Mittelrisalit, begrenzt durch Lisenen in rotem Backstein, bekrönt von Dreiecksgiebel mit Kartuschenrelief, sehr flaches Walmdach, Fenster mit T-Sprossung. | 08963303 |
|                                         | Mietshaus in offener Bebauung | Freitaler Straße 45 (Karte)       | um 1900                             | Putzbau mit reichlich erhaltener Ornamentik, aufwendige Holzgestaltungen (Balkone, Giebel), Einfluss des Schweizerstils, baugeschichtlich von Bedeutung. Massiver zweigeschossiger Putzbau, zwei Gurtgesimse, Fensterbekrönungen, altes Türblatt, ursprüngliche Sprossung leider nicht mehr vorhanden, flaches Krüppelwalmdach mit Überstand. | 08963304 |
|                                         | Konfessionsdenkmal | Höhenstraße (Karte)               | 1832                                | Gedenksäule an einem Aussichtspunkt – Denkmal auf der König-Albert-Höhe (früher Galgenberg), erinnert an die evangelische Konfessionsfeier von 1830, religionsgeschichtlich von Bedeutung. | 09302457 |
|                                         | Doppelwohnhaus | Kirchgasse 2 (Karte)              | 1920er Jahre                        | Doppelwohnhaus (zusammen mit Oststraße 1) – stattliches Gebäude mit dominantem Dachausbau (Dreiecksgiebel), im Reformstil der Zeit nach 1910, architektonisch und städtebaulich relevant saniert, leider nur Pseudosprossung, Öffnungsgrößen aber original, zweigeschossiger massiver Putzbau, Lisenengliederung, Mansarddach mit Ausbauten. | 08963295 |
| Weitere Bilder                          | Pforte in einer Einfriedungsmauer                                                                                                 | Lindenstraße 2 (bei) (Karte)      | 1580                                | spätgotisches Portal, baugeschichtlich von Bedeutung, eingemauert | 08963284 |
|                                         | Wohnhaus in offener Bebauung | Lindenstraße 4 (Karte)            | 2. Hälfte 18. Jh.                   | schlichter Putzbau mit Krüppelwalmdach, gedrungener Baukörper, mittelalterliche Kellergewölbe, einst Vorwerk, strukturprägendes Element der Ortskernbebauung, am Markt gelegen, ortsgeschichtlich und städtebaulich von Bedeutung. massiver zweigeschossiger Putzbau, Krüppelwalmdach, unpassender Dachausbau auf der Schauseite sowie ebendort unpassender Ladeneinbau, Fenstergewände entfernt, bemerkenswerte Rundbogentür, mit Schlussstein, profiliertem Gewände und schönem Türblatt auf der Giebelseite. | 08963312 |
|                                         | Postmeilensäule | Markt (Karte)                     | bez. 1730                           | Kopie einer Distanzsäule, verkehrsgeschichtlich von Bedeutung. Sandsteinobelisk, Wappenstück, Inschriftblock, Sockel, bezeichnet 1730, Kopie von 2013. | 09304923 |
|                                         | Mietshaus in halboffener Bebauung                                                                                                 | Markt 1 (Karte)                   | 1890er Jahre                        | mittenbetonte Klinkerfassade mit Sandsteingliederung, im Neorenaissance-Stil, prägt die Nordseite des Marktes, baugeschichtlich und städtebaulich von Bedeutung. Dreigeschossiger massiver Klinkerbau, Fensterrahmung und -bekrönung Sandstein, Erdgeschoss verändert, lediglich reich dekoriertes Türblatt original, Gurtgesims trennt Erdgeschoss optisch ab, alle Fenster mit T-Sprossung, gelber Klinker, abgesetzt mit rotem (Lisenen, Bögen), zentrales Dachhaus, durch Voluten den Eindruck eines Welschen Giebels vermittelnd. | 08963278 |
|                                         | Wohnhaus in offener Bebauung und Ecklage                                                                                          | Markt 2 (Karte)                   | bez. 1746                           | ehemaliges Einnehmerhaus, Obergeschoss wahrscheinlich Fachwerk (verputzt), altes Türportal, wertvolles Relikt alter Bausubstanz am Markt, ortsgeschichtlich und städtebaulich von Bedeutung. Erdgeschoss massiv, Sandstein-Türgewände mit Schlussstein, bezeichnet 1746 (Schlussstein Türgewände), Erdgeschoss und Obergeschoss verputzt, Giebelseite wahrscheinlich ganz massiv, Fenster in originaler Größe, Krüppelmansarddach. | 08963279 |
|                                         | Rathaus | Markt 3 (Karte)                   | Wetterfahne bez. 1892               | repräsentatives und marktbildprägendes Neorenaissancegebäude, mit dominantem Welschen Giebel und Uhrtürmchen, von architektonischer und ortshistorischer Relevanz. Dreigeschossig, massiv, gelber Klinker, Fensterrahmung und -bekrönung, Gurtgesims, Konsolen, Eckrustizierung und Giebelbekrönung aus Sandstein, zwei Eingänge über Freitreppe mit zeitgenössischen Türblättern, darüber Balustrade, Krüppelwalmdach schiefergedeckt, Giebeltürmchen mit Wetterfahne. | 08963280 |
|                                         | Pfarrhaus | Markt 8 (Karte)                   | 1878                                | villenartiger Bau mit flachem Mittelrisalit und Walmdach, baugeschichtlich und ortsgeschichtlich von Bedeutung, zweigeschossiger massiver Putzbau, flacher zweiachsiger Mittelrisalit, alle Fenster gesprosst, Reste von Sandstein-Fensterbekrönung, Schieferdeckung. | 08963285 |
| Weitere Bilder                          | Ev. Stadtkirche St. Egidien | Markt 9 (Karte)                   | 1487 erwähnt                        | Kirche (mit Ausstattung), Kirchhof mit Grabmal, Einfriedung und Kirchhofstor – gotisierende Saalkirche des 17. Jahrhunderts, mit eingezogenem Chor und Dachreiter, baugeschichtlich und ortsgeschichtlich von Bedeutung. | 08963286 |
| Direkt Bild zu diesem Denkmal hochladen | Zwei Kriegerdenkmale | Mühlberg (Karte)                  | 1932                                | Zwei Kriegerdenkmale für die Gefallenen des Ersten Weltkrieges und für die Gefallenen des Zweiten Weltkrieges – ortsgeschichtlich von Bedeutung. Denkmal Erster Weltkrieg: Mauer mit Relief (Soldat mit Frau und Kind). Denkmal Zweiter Weltkrieg: einfacher Marmorbogen. Kriegermal des Ersten Weltkriegs. Entworfen von dem Architekten: Kurt Bärbig | 08963306 |
| Weitere Bilder                          | Sachgesamtheit Friedhof Rabenau bestehend aus mehreren Einzeldenkmalen                                                            | Obernaundorfer Straße (Karte)     | 1870                                | Sachgesamtheit Friedhof Rabenau, bestehend aus den Einzeldenkmalen: Kapelle und Einfriedung (Einzeldenkmale ID-Nr. 08963294), dem Friedhof (Gartendenkmal) mit altem Baumbestand und Terrassierung, weiterhin den Sachgesamtheitsteilen: Leichenhalle und Kriegerdenkmal – Friedhofskapelle im historisierenden Stil, baugeschichtlich und ortsgeschichtlich von Bedeutung. | 09301311 |
| Weitere Bilder                          | Kapelle und Einfriedung (Einzeldenkmale zu ID-Nr. 09301311)                                                                       | Obernaundorfer Straße (Karte)     | 1889                                | Einzeldenkmale der Sachgesamtheit Friedhof Rabenau: Kapelle und Einfriedung – Friedhofskapelle im historisierenden Stil, baugeschichtlich und ortsgeschichtlich von Bedeutung. Kapelle: roter Backstein, mit Sandstein ornamentiert (Lisenen, Öffnungsgestaltung), ahmt griechische Tempelfassade nach (Dreiecksgiebel), Seitenwände aber Rundbogenstil, Portal ädikulaartig, kurze Obelisken anstelle des Akroter. Einfriedung des Friedhofes: Einfriedungsmauer aus Sandsteinmauerwerk (im Südost-Bereich aus Kunststein), Nordwest-Tor mit einem mittleren Tor und zwei äußeren Türen mit insgesamt vier Pfeilern aus Sandsteinmauerwerk, zwei Nebeneingänge in der nordöstlichen Einfriedungsmauer. | 08963294 |
|                                         | Mietshaus in Ecklage | Obernaundorfer Straße 2 (Karte)   | um 1900                             | gründerzeitlicher Putzbau, weitgehend mit ursprünglichem Ornament erhalten, Eckbetonung durch Balkone und Volutengiebel, baugeschichtlich von Bedeutung. dreigeschossiger massiver Putzbau, ehemals halboffene Bebauung (Nachbarhaus abgerissen), Geschosse durch Gurtgesimse gegliedert, Giebelseiten einfacher gestaltet, Erdgeschoss Segmentbogenstil, flacher Risalit mit Eckrustizierung (Sandstein), alle Öffnungen in originaler Größe, mit Sandsteingewänden, Reste von Fensterbekrönung, Risalit giebelbekrönt, Schieferdeckung, Risalit durch zwei Balkons zusätzlich gestaltet. | 08963292 |
|                                         | Grenzstein | Oelsaer Straße (Karte)            | bez. 1893                           | Flur- oder Gemarkungsstein, ortsgeschichtlich von Bedeutung. Gemarkungsstein, Sandstein, ca. 40 cm hoch, Inschrift „1893“, „Stadt-Gemeinde Rabenau“ und „(Unleserlich) Forstrevier Wendisch-Carsdorf“. | 08963610 |
|                                         | Doppelwohnhaus | Oststraße 1 (Karte)               | 1920er Jahre                        | Doppelwohnhaus (zusammen mit Kirchgasse 2) – stattliches Gebäude mit dominantem Dachausbau (Dreiecksgiebel) und Erker über dem Eingang, im Reformstil der Zeit nach 1910, architektonisch und städtebaulich relevant. Unsaniert, noch mit originaler Sprossung, Öffnungsgrößen original, zweigeschossiger massiver Putzbau, zentraler Erker über Eingang, originales Türblatt, Lisenengliederung, Mansarddach mit Ausbauten. | 08963296 |
| Direkt Bild zu diesem Denkmal hochladen | Villa Waldfrieden | Rabenauer Grund 1 (Karte)         | Wetterfahne bez. 1894               | Gründerzeitgebäude, mit Einfluss des Schweizerstils, zahlreiche ornamentale Details erhalten, baugeschichtliche Bedeutung. Sockelgeschoss Polygonalmauerwerk, originales Türblatt. Erstes Obergeschoss verputzt, mit zwei roten Ziegelbändern, zentrales Farbglasfenster im Risalit, darunter Inschriftfeld, Ecklisenen. Zweites Obergeschoss Balkon mit Holzverzierung, darüber Krüppelwalmdach, Inschrift: Villa Waldfrieden, Dach auf Walmdachbasis, weiterer Risalit Krüppelwalmdach bekrönt, Schieferdeckung, Blechaufsätze (Blitzableiter?). | 08960549 |
| Weitere Bilder                          | Villa Ilse | Rabenauer Grund 3 (Karte)         | Ende 19. Jh.                        | Gründerzeitgebäude, mit zeitgenössischen Details und aufwendigen Holzkonstruktionen im Dachbereich, baugeschichtliche Bedeutung. Zweigeschossiger massiver Bau, Erdgeschoss Polygonalmauerwerk, Obergeschoss verputzt, Faschen, eine Art Attikageschoss mit zeitgenössischen Holzbalkenverzierungen, heterogene Dachfläche schiefergedeckt. | 08960550 |
|                                         | Wasserturm, jetzt Wohnhaus | Schulstraße 3 (Karte)             | 1927                                | Stahlbetonkonstruktion, im Stil der Neuen Sachlichkeit, baugeschichtlich und technikgeschichtlich von Bedeutung, ca. 35 m hoher Kubus, bekrönt durch spitzes Kegeldach. | 08963299 |
| Weitere Bilder                          | Rabenauer Schule | Schulstraße 6 (Karte)             | 1929                                | stattliches Schulgebäude mit kleinem benachbartem Wohnhaus. Architekt: Oswin Hempel (1876–1965), Dresden, Dreiflügelanlage mit expressionistischen Stilelementen (besonders die Fenstergestaltung zum Schulhof), souveräne Putz-Klinker-Gestaltung, zentraler Dachreiter mit Uhr, architektonisch und ortshistorisch wertvoll, ortsbildprägend durch exponierte Lage. Viergeschossiger massiver Putzbau, Fensterregionen durch Backstein gestaltet, Fenster erneuert, Pseudosprossung, Eingangsrelief: Lehrer und Schüler, zum Teil Stahlbetonkonstruktion, siehe Treppenhaus. | 08963298 |
|                                         | Mietshaus in halboffener Bebauung                                                                                                 | Weststraße 1 (Karte)              | 1892                                | Mietshaus in halboffener Bebauung (bauliche Einheit mit Freitaler Straße 1 und 3) – Klinkerfassade mit Sandstein abgesetzt, Teil eines städtebaulich relevanten Häuserkomplexes im Neorenaissancestil, baugeschichtlich von Bedeutung. Dreieinhalbgeschossig, Sockelgeschoss fängt Gefälle ab (Zyklopenmauerwerk), Erdgeschoss Putzrustica, die beiden Obergeschoss gelber Klinker, vertikal gegliedert durch rote Backsteinlisenen, Fenstergestaltung Sandstein. | 08963290 |
|                                         | Türgewände und Türblatt eines Mietshauses                                                                                         | Weststraße 7 (Karte)              | bez. 1909                           | Jugendstil-Anklänge, kunsthandwerklich von Bedeutung. Aufwendig gestaltetes Türgewände, Segmentbogenbekrönung: zwei Raben picken in einen Früchtekorb, ansonsten Traubenornament, vom späten Jugendstil beeinflusstes Türblatt. | 08963305 |

## Karsdorf
| Bild                                    | Bezeichnung                                       | Lage                               | Datierung                | Beschreibung | ID       |
| --------------------------------------- | ------------------------------------------------- | ---------------------------------- | ------------------------ | --- | -------- |
|                                         | Wolfssäule                                        | (Karte)                            | 1803.                    | errichtet zum Gedenken an eine Jagd, erinnert an den letzten 1802 in der Dippoldiswalder Heide erlegten Wolf, Stein mit Wolfsrelief, kulturgeschichtlich und ortsgeschichtlich von Bedeutung, ca. 190 cm hoch, Stele mit pyramidalem Abschluss, Inschrift mit Wolfsrelief, eingemeißelte „9“ hat mit der Vermessung von 1817 zu tun. | 08963614 |
|                                         | Findlingskreuz                                    | (Karte)                            | 1800                     | zur Erinnerung an einen hier aufgefundenen Toten, ortsgeschichtlich von Bedeutung. Reliefiertes Kreuz auf Findling, angeblich soll es an einem ehemaligen Pilgerweg nach Altzella stehen, hier wurde ein Toter gefunden. | 08963615 |
|                                         | Wegestein                                         | (Karte)                            | 19. Jh.                  | verkehrsgeschichtlich von Bedeutung, Sandstein | 08963232 |
|                                         | Steinerner Tisch mit steinernen Sitzbänken        | (Karte)                            | wohl 1692                | ortsgeschichtlich und jagdgeschichtlich von Bedeutung. Tisch, zwei Sitzbänke, zwei „Hocker“, alles Sandstein. | 08963611 |
| Direkt Bild zu diesem Denkmal hochladen | Salzlecke                                         | (Karte)                            | bez. 1736                | Salzlecke – jagd- und kulturgeschichtlich von Bedeutung, Sandstein, 1,50 m. | 08963617 |
| Direkt Bild zu diesem Denkmal hochladen | Salzlecke                                         | (Karte)                            | bez. 1736                | jagd- und kulturgeschichtlich von Bedeutung, jagd- und kulturgeschichtlich von Bedeutung Sandstein, 1,50 m | 08963619 |
| Direkt Bild zu diesem Denkmal hochladen | Salzlecke                                         | (Karte)                            | bez. 1736                | jagd- und kulturgeschichtlich von Bedeutung, Sandstein, 1,50 m | 08963618 |
|                                         | Wegestein                                         | (Karte)                            | 19. Jh.                  | verkehrsgeschichtlich von Bedeutung, Sandstein | 08963231 |
|                                         | Mord- und Sühnestein                              | (Karte)                            | 15./16. Jh. (Sühnekreuz) | Stein mit eingemeißeltem Messer, ortsgeschichtlich von Bedeutung, war ursprünglich Kreuz, die Arme wurden jedoch abgeschlagen. | 08963608 |
|                                         | Wegestein                                         | (Karte)                            | 19. Jh.                  | verkehrsgeschichtlich von Bedeutung, Sandstein, ca. 170 cm hoch. | 08963607 |
| Weitere Bilder                          | Barbarakapelle                                    | (Karte)                            | 15. Jh. (Ruine)          | Ruine einer Kapelle – ortsgeschichtlich von Bedeutung. 1495 schriftlich belegt nahe einer heilkräftigen Quelle gebaut und der Bergbauheiligen Barbara gewidmet, 1539 infolge Reformation oder 1630 im 30.Jährigen Krieg zerstört, 1882 teilweiser Wiederaufbau der Ruine. Feld- und Bruchstein, Saal und Apsis erkennbar, 2023 Wiederaufbau der Nordwand. | 08963243 |
| Direkt Bild zu diesem Denkmal hochladen | Rosenbrücke                                       | (Karte)                            | 19. Jh.                  | Sandstein-Einbogenbrücke in der Nähr der Barbarakapelle, baugeschichtlich von Bedeutung | 08963613 |
| Direkt Bild zu diesem Denkmal hochladen | Salzlecke nahe der Barbarakapelle                 | (Karte)                            | bez. 1736                | Salzlecke im Wald südlich der Barbarakapelle – jagd- und kulturgeschichtlich von Bedeutung, Sandstein, 1,50 m. | 08963616 |
|                                         | Wohnstallhaus eines Bauernhofes                   | Dresdner Straße 8 (Karte)          | um 1800                  | großes Wohnstallhaus, Fachwerk-Obergeschoss mit Fußstreben, hochgradig im ursprünglichen Aussehen erhalten, wertvollstes Beispiel von Holzkonstruktion im Ort, baugeschichtlich von Bedeutung. Erdgeschoss massiv, verputzt, Stallteil erhalten, integrierter Scheunenteil, Rückseite verbrettert, Stalldach nach S krüppelgewalmt, sandsteinerne Entlüftungslöcher. | 08963242 |
|                                         | Wegestein                                         | Heidestraße (Karte)                | 1836                     | Wegestein; verkehrsgeschichtlich von Bedeutung | 09304889 |
|                                         | Wassertrog                                        | Heidestraße 14 (gegenüber) (Karte) | 19. Jh.                  | ortsbildprägender Sandsteintrog, kulturgeschichtlich von Bedeutung, Größe ca. 300 × 120 × 120 cm. | 08963241 |
|                                         | Wohnhaus                                          | Heidestraße 17 (Karte)             | 1. Hälfte 19. Jh.        | kleines ländliches Wohnhaus, Obergeschoss Fachwerk verschiefert, im Giebel ornamental, selten gewordenes Beispiel dieser Gestaltungsweise im Ort, baugeschichtlich von Bedeutung. Erdgeschoss massiv, Obergeschoss Fenster in originaler Größe. | 08963240 |
|                                         | Transformatorenhäuschen                           | Heidestraße 34 (gegenüber) (Karte) | um 1920                  | durch Fachwerk und Schieferdeckung der ländlichen Bauweise angeglichenes technisches Denkmal, steiles Pyramidendach. | 08963239 |
|                                         | Wohnhaus                                          | Heidestraße 42 (Karte)             | um 1850                  | kleines ländliches Wohnhaus, Obergeschoss Fachwerk, ornamental zweifarbig verschiefert, selten gewordenes Beispiel dieser Gestaltungsweise im Ort, baugeschichtlich von Bedeutung. Erdgeschoss massiv, Obergeschoss Fenster in originaler Größe, Schieferdeckung. | 08963237 |
| Weitere Bilder                          | Ehem. Heidemühle, jetzt Gasthof                   | Heidestraße 73 (Karte)             | bez. 1548                | Wohnmühlenhaus und Seitengebäude sowie Wasserrad einer Mühle, heute Gasthof – stattliches Mühlenanwesen, technikhistorische und ortsgeschichtliche sowie architektonische Bedeutung. Wohnmühlenhaus: massiver zweigeschossiger Putzbau, alle Fenster gesprosst und mit Sandsteingewände, Walmdach mit Fledermausgaupen, Haustürgewände profiliert, mit Schlussstein, bezeichnet 1548. Schlussstein Türgewände, barockisierendes Türblatt, Eckrustizierung, auch am Seitengebäude, dieses mit Krüppelwalmdach, ebenfalls Biberschwanzdeckung und drei Fledermausgaupen. | 08963234 |
|                                         | Forsthaus (über Hakengrundriss) und Seitengebäude | Heidestraße 75 (Karte)             | 1. Hälfte 19. Jh.        | Forsthaus (über Hakengrundriss) und Seitengebäude – beide Bauteile des Forsthauses Obergeschoss Fachwerk, kleines massives eingeschossiges Annexgebäude, baugeschichtlich und ortsgeschichtlich von Bedeutung. Kernbau mit massivem Erdgeschoss, Rückseite verbrettert, Obergeschoss Fenster in originaler Größe, Krüppelwalmdach, Biberschwanz-Kronendeckung, Bau über Eck mit Dachüberstand, hölzerne Giebelverzierung, Giebel verbrettert, Fenster Obergeschoss zum Teil in der Größe verändert, Annex: Giebelverbretterung, Biberschwanz-Kronendeckung.            | 08963233 |
|                                         | Ehemalige Revierförsterei                         | Teichweg 1 (Karte)                 | 1930er Jahre             | Typenbau im Heimatstil, mit Verbretterung, nur noch in wenigen original erhaltenen Exemplaren vorhanden, baugeschichtlich und forstgeschichtlich von Bedeutung. Eingeschossig, Querverbretterung, steiles Satteldach mit Fledermausgaupen, Fenstergrößen und Sprossung erhalten, Biberschwanzdeckung, Fensterläden. | 08963612 |

## Lübau
| Bild                                    | Bezeichnung | Lage                               | Datierung             | Beschreibung | ID       |
| --------------------------------------- | --- | ---------------------------------- | --------------------- | --- | -------- |
| Direkt Bild zu diesem Denkmal hochladen | Sachgesamtheitsbestandteil der Sachgesamtheit Weißeritztalbahn, Teilabschnitt Rabenau, OT Lübau ohne Einzeldenkmale, nur der Streckenverlauf | (Karte)                            | ab 1880/1882          | Sachgesamtheitsbestandteil der Sachgesamtheit Weißeritztalbahn, Teilabschnitt Rabenau, OT Lübau ohne Einzeldenkmale, nur der Streckenverlauf – Sachgesamtheit mit Gleiskörper (Sachgesamtheitsteile), Technik und allen Hochbauten sowie Brücken der Weißeritztalbahn in den Gemeinden Freital (OT Hainsberg), Rabenau (OT Rabenau, Lübau, Spechtritz, Oelsa), Dippoldiswalde (OT Malter, Dippoldiswalde, Ulberndorf), Schmiedeberg (OT Obercarsdorf, Schmiedeberg, Naundorf) und Altenberg (OT Oberbärenburg, Kurort Kipsdorf), bedeutendes Denkmal der sächsischen Verkehrsgeschichte, eine der ältesten Schmalspurbahnen Deutschlands, von geschichtlichem, wissenschaftlich-dokumentarischem, landschaftsgestaltendem sowie Seltenheitswert. Keine Einzeldenkmale, nur der Streckenverlauf im OT Lübau. | 09304225 |
| Direkt Bild zu diesem Denkmal hochladen | Wegestein | Dorfstraße 10b (gegenüber) (Karte) | 19. Jh.               | verkehrsgeschichtlich von Bedeutung, Sandstein | 08963332 |
|                                         | Alte Schule, jetzt Wohnhaus | Dorfstraße 16 (Karte)              | Wetterfahne bez. 1833 | Gebäude mit Fachwerk-Obergeschoss und markantem Uhren-Dachreiter, an straßenbildprägender Stelle, baugeschichtlich und ortsgeschichtlich von Bedeutung. Erdgeschoss massiv, Sandsteingewände, Obergeschoss Fachwerk, zwei Seiten verbrettert (S-Seite Fachwerk entfernt?), Krüppelwalmdach, Schieferdeckung, Fenster Obergeschoss originale Größe, Dachreiter verschiefert, mit Wetterfahne. | 08963251 |
| Direkt Bild zu diesem Denkmal hochladen | Wohnstallhaus, Seitengebäude und Scheune eines Dreiseithofes                                                                                 | Dorfstraße 23 (Karte)              | 1. Hälfte 19. Jh.     | Wohnstallhaus und Seitengebäude Obergeschoss Fachwerk, verbretterte Holzscheune, hochgradig in Struktur und Aussehen erhaltener Bauernhof, denkmalpflegerisch wertvollstes Objekt im Ort, baugeschichtlich und wirtschaftsgeschichtlich von Bedeutung. Wohnstallhaus: Erdgeschoss massiv, Obergeschoss Fenster in originaler Größe, Fachwerk auf der Innenseite verbrettert, Krüppelwalmdächer auf beiden Fachwerkgebäuden. | 08963329 |
| Direkt Bild zu diesem Denkmal hochladen | Wohnhaus | Dorfstraße 23b (Karte)             | 1. Hälfte 19. Jh.     | ländliches Wohnhaus, Obergeschoss Fachwerk, ortsbildprägend, baugeschichtlich von Bedeutung. Erdgeschoss massiv, Obergeschoss Fenster in originaler Größe, eine Giebelseite massiv, Satteldach mit Schieferdeckung. | 08963330 |

## Obernaundorf
| Bild                                    | Bezeichnung                                                  | Lage                        | Datierung         | Beschreibung | ID       |
| --------------------------------------- | ------------------------------------------------------------ | --------------------------- | ----------------- | --- | -------- |
| Weitere Bilder                          | Kriegerdenkmal für die Gefallenen des Ersten Weltkrieges     | (Karte)                     | 1933–1934         | Kriegerdenkmal für die Gefallenen des Ersten Weltkrieges des Ortes Hainsberg – Gedächtnisplatz bestehend aus Treppe, Wegesystem und Plattform mit Kreuz und Feuerschalen auf Sockeln, liegt oberhalb Freitals auf der Gemarkung Obernaundorf (Ortsteil der Stadt Rabenau), ortsgeschichtliche Bedeutung. Kriegerdenkmal Hainsberg: ist Hainsberg zugewandt, aber auf Rabenauer Gemarkung, Plattform auf halber Höhe der Erhebung, an den Wegen (südlich 90 m, nördlich 63 m lang) befanden sich mehr als 100 Holzkreuze. 17 m hohes und 2,5 Tonnen schweres Kreuz der Sächsischen Gussstahlwerke Freital-Döhlen vor der Plattform. | 08960538 |
|                                         | Steinerner Tisch                                             | (Karte)                     | vermutl. 1692     | ortsgeschichtlich und jagdgeschichtlich von Bedeutung | 08960522 |
| Direkt Bild zu diesem Denkmal hochladen | Wegestein                                                    | (Karte)                     | 19. Jh.           | verkehrsgeschichtlich von Bedeutung. Sandstein, ca. 1 m hoch. | 08963620 |
|                                         | Wegestein                                                    | Poisenwaldstraße (Karte)    | 19. Jh.           | verkehrsgeschichtlich von Bedeutung, Sandstein, ca. 1,30 m hoch. | 08963621 |
| Direkt Bild zu diesem Denkmal hochladen | Alte Schule                                                  | Poisenwaldstraße 25 (Karte) | bez. 1840         | Schulgebäude – Putzbau mit klassizistischem Portal, weitgehend im ursprünglichen Aussehen erhalten, ortshistorische Bedeutung. Bekröntes Türgewände, Freitreppe, Fenster teils zugesetzt, sonst aber in originaler Größe, mit Winterfenstern und originaler Sprossung, steiles Walmdach, bezeichnet 1840 (Tafel über Tor). | 08963335 |
| Direkt Bild zu diesem Denkmal hochladen | Gasthof Obernaundorf                                         | Poisenwaldstraße 26 (Karte) | 1898              | Gasthof mit Saal – zweigeschossiger Putzbau mit dominantem, gegiebelten Mittelrisalit und Tanzsaal (typische Rundbogenfenster), ortshistorische Relevanz. Freitreppe, Portal verändert, Mittelrisalit mit neuer Putzrustizierung, Giebel von Obelisken flankiert, Sandstein-Fenstergewände, überstrichene Gurtgesimse, flaches Walmdach. | 08963339 |
| Direkt Bild zu diesem Denkmal hochladen | Wohnstallhaus und Seitengebäude eines Dreiseithofes          | Poisenwaldstraße 27 (Karte) | nach 1850         | stattlicher Hof, verputzte Massivbauten, ungewöhnliche Giebelgestaltung mit Drillings- und Zwillingsfenster, ortsbildprägend durch erhöhte Lage, in Struktur und Aussehen erhalten, baugeschichtlich und wirtschaftsgeschichtlich von Bedeutung. Wohnstallhaus: massiv, zweigeschossiger Putzbau mit Drempel, profiliertes Haustürgewände, Sandstein-Fenstergewände, Giebel mit Palladiomotiv, Traufgesims verkröpft, Scheune: massiv, ebenfalls mit Palladiomotiv, Giebelbekrönung, großes Tor, Putzgliederung zum Teil noch vorhanden, beide Gebäude giebelständig.                                                              | 08963336 |
| Direkt Bild zu diesem Denkmal hochladen | Wohnstallhaus und Seitengebäude eines Bauernhofes            | Poisenwaldstraße 38 (Karte) | im Kern vor 1800  | beide Gebäude Obergeschoss Fachwerk, ein in Struktur und Aussehen erhaltener Bauernhof in ortsbildprägender Lage, baugeschichtlich von Bedeutung. Wohnstallhaus: Giebel straßenseitig, massiv, ansonsten Obergeschoss Fachwerk, in der Konstruktion erhalten, desgleichen etwas jüngere Scheune/Seitengebäude über Eck, Biberschwanzdeckung. | 08963340 |
| Direkt Bild zu diesem Denkmal hochladen | Obernaundorfer Schule                                        | Poisenwaldstraße 41 (Karte) | 1903              | zweigeschossiger Putzbau im Neorenaissancestil, dominanter gegiebelter Mittelrisalit, ortshistorische Relevanz. Sockel rustiziert, Erdgeschoss Segmentbogenstil mit auf der Fassade erneuerter Putzgliederung, Fensterbekrönungen Obergeschoss in Resten erhalten, Sprenggiebel mit Kreuz (wohl nicht original) und Uhr, flaches Walmdach. | 08963338 |
| Direkt Bild zu diesem Denkmal hochladen | Wohnstallhaus, Seitengebäude und Scheune eines Dreiseithofes | Veilchental 24 (Karte)      | 1. Hälfte 19. Jh. | Wohnstallhaus Obergeschoss Fachwerk, kleiner Bauernhof in exponierter Lage, baugeschichtlich und wirtschaftsgeschichtlich von Bedeutung. Wohnstallhaus: Erdgeschoss massiv, Sandsteingewände, Obergeschoss Fachwerk, Fenster Obergeschoss originale Größe, Giebelseite ausgemauert, Satteldach mit leichtem Dachüberstand, Seitengebäude teils massiv, teils aus Holz. | 08963264 |

## Oelsa
| Bild                                    | Bezeichnung | Lage                               | Datierung | Beschreibung | ID       |
| --------------------------------------- | --- | ---------------------------------- | --- | --- | -------- |
| Weitere Bilder                          | Sachgesamtheitsbestandteil der Sachgesamtheit Weißeritztalbahn, Teilabschnitt Dippoldiswalde, OT Seifersdorf – Rabenau, OT Oelsa, auf der Gemarkung Großoelsa (Gemeinde Rabenau, OT Oelsa) mit zahlreichen Einzeldenkmalen | (Karte)                            | ab 1880/1882 | Sachgesamtheitsbestandteil der Sachgesamtheit Weißeritztalbahn, Teilabschnitt Dippoldiswalde, OT Seifersdorf – Rabenau, OT Oelsa, auf der Gemarkung Großoelsa (Gemeinde Rabenau, OT Oelsa) mit folgenden Einzeldenkmalen: Bahnhof Seifersdorf mit Empfangsgebäude, Lampenstube, Toilettenhäuschen, Güterboden sowie gemeinde- und gemarkungsübergreifend teilweise auf Gemarkung Großoelsa (Gemeinde Rabenau, OT Oelsa) und teilweise auf Gemarkung Seifersdorf (Gemeinde Dippoldiswalde, OT Seifersdorf) folgende Einzeldenkmale: Stützmauer südwestlich des Bahnhofs sowie dreibogige Brücke nördlich des Bahnhofs (Einzeldenkmale ID-Nr. 09303661) – Sachgesamtheit mit Gleiskörper (Sachgesamtheitsteile), Technik und allen Hochbauten sowie Brücken der Weißeritztalbahn in den Gemeinden Freital (OT Hainsberg), Rabenau (OT Rabenau, Lübau, Spechtritz, Oelsa), Dippoldiswalde (OT Malter, Dippoldiswalde, Ulberndorf), Schmiedeberg (OT Obercarsdorf, Schmiedeberg, Naundorf) und Altenberg (OT Oberbärenburg, Kurort Kipsdorf), bedeutendes Denkmal der sächsischen Verkehrsgeschichte, eine der ältesten Schmalspurbahnen Deutschlands, von geschichtlichem, wissenschaftlich-dokumentarischem, landschaftsgestaltendem sowie Seltenheitswert. Siehe auch: Liste der Kulturdenkmale in Dippoldiswalde (ID-Nr. 09301533 und 09301534). | 09303660 |
| Weitere Bilder                          | Bahnhof Seifersdorf mit mehreren Gebäuden (Einzeldenkmale zu ID-Nr. 09303660) | (Karte)                            | 1912 (Bahnhof) | Einzeldenkmale der Sachgesamtheit Weißeritztalbahn, Teilabschnitt Dippoldiswalde, OT Seifersdorf – Rabenau OT Oelsa sind gemeinde- und gemarkungsübergreifend auf der Gemarkung Großoelsa (Gemeinde Rabenau, OT Oelsa): Bahnhof Seifersdorf mit Empfangsgebäude, Lampenstube, Toilettenhäuschen, Güterboden, teilweise auf der Gemarkung Großoelsa (Gemeinde Rabenau, OT Oelsa) und teilweise auf der Gemarkung Seifersdorf (Gemeinde Dippoldiswalde, OT Seifersdorf): Stützmauer südwestlich des Bahnhofs sowie dreibogige Brücke nördlich des Bahnhofs – von geschichtlichem, wissenschaftlich-dokumentarischem, landschaftsgestaltendem sowie Seltenheitswert. | 09303661 |
| Weitere Bilder                          | Martersäule | nahe Seifersdorfer Str. 8. (Karte) | um 1500 | Bildstock Ehem. am alten Kirchweg/Kleinen Straße/Salzstraße nach Seifersdorf – ortsgeschichtlich von Bedeutung, Sandstein, ca. 2,70 m hoch. | 08963244 |
|                                         | Wohnstallhaus eines Zweiseithofes | Alte Straße 10 (Karte)             | bez. 1838 | Obergeschoss Fachwerk verkleidet oder verputzt, als eines der wenigen Gebäude im Ort in seiner Holzkonstruktion erhalten, baugeschichtlich von Bedeutung. Erdgeschoss massiv, Sandstein-Fenstergewände, Obergeschoss Fenster in originaler Größe, Krüppelwalmdach. | 08963253 |
|                                         | Wohnhaus | Am Bach 3 (Karte)                  | 1. Hälfte 19. Jh. | Obergeschoss Fachwerk, Relikt ländlicher Holzbauweise in gewandelter Umgebung, baugeschichtlich von Bedeutung. Erdgeschoss massiv, Obergeschoss Fenster in originaler Größe, Giebelverkleidung, Satteldach. | 08963254 |
|                                         | Wohnstallhaus eines Bauernhofes | Am Bach 10 (Karte)                 | 2. Hälfte 18. Jh. | Obergeschoss Fachwerk verputzt, ältere Generation ländlicher Holzbauweise, gut in der Konstruktion (auch Dachstuhl) erhalten, baugeschichtlich von Bedeutung. Erdgeschoss massiv, Stallteil erhalten, Obergeschoss Fenster in originaler Größe, Satteldach mit Aufschieblingen, rückwärtige Giebelseite massiv. | 08963257 |
|                                         | Wohnhaus | Am Bach 11 (Karte)                 | 1. Hälfte 19. Jh. | Obergeschoss Fachwerk verkleidet, Relikt ländlicher Holzbauweise in veränderter Umgebung, baugeschichtlich von Bedeutung. Erdgeschoss massiv, Haustürbereich verändert, Fenster ohne Gewände und leicht vergrößert, Obergeschoss Fenster jedoch in originaler Größe, Schleppdach, Schieferdeckung, Rückseite massiv. | 08963255 |
|                                         | Scheune eines Dreiseithofes | Am Bach 14 (Karte)                 | um 1900 | ortsbildprägende Fachwerkscheune, in Konstruktion und Aussehen gut erhalten, baugeschichtlich von Bedeutung. | 08963258 |
| Direkt Bild zu diesem Denkmal hochladen | Vorwerk Kleinoelsa (Sachgesamtheit) | Erich-Weinert-Straße 1 (Karte)     | 16. Jh. (Vorwerk) | Sachgesamtheit Vorwerk Kleinoelsa (ehem.) mit folgenden Einzeldenkmalen: Fabrikantenvilla, zwei Seitengebäude, Eckpavillon mit Verbindungsgang, Einfriedung sowie parkartiger Gutspark mit Steinbank, Pavillon, Treppenanlage und Brücke mit Torpfeilern (siehe auch Einzeldenkmaldokument - ID-Nr. 09306779); historisches Vorwerk der Burg Rabenau, Ende der 1880er Jahre Umbau und Umnutzung, baugeschichtliche, ortsgeschichtliche sowie gartenhistorische Bedeutung. | 09306780 |
| Direkt Bild zu diesem Denkmal hochladen | Vorwerk Kleinoelsa (Einzeldenkmale zur Sachgesamtheit ID-Nr. 09306780) | Erich-Weinert-Straße 1 (Karte)     | 1895 (Fabrikantenvilla); (Seitengebäude); nach Freigutbrand vom 11. Juli 1913, 1919 oder 1923 (Verbindungsgang); um 1920 (Villengarten/Landhausgarten) | Einzeldenkmale zur Sachgesamtheit Vorwerk Kleinoelsa (ehem.): Fabrikantenvilla, zwei Seitengebäude, Eckpavillon mit Verbindungsgang, Einfriedung sowie parkartiger Gutspark mit Steinbank, Pavillon, Treppenanlage und Brücke mit Torpfeiler (siehe auch Sachgesamtheitsdokument - ID-Nr. 09306780); historisches Vorwerk, baugeschichtliche, ortsgeschichtliche sowie gartenhistorische Bedeutung. | 09306779 |
| Direkt Bild zu diesem Denkmal hochladen | Zufahrtsbrücke über den Oelsabach | Hauptstraße 9 (bei) (Karte)        | wahrscheinlich 19. Jh. | Zufahrtsbrücke über den Oelsabach zu einem Bauernhof – Bruchstein-Einbogenbrücke, baugeschichtlich von Bedeutung. Nur die W-Seite vollständig erhalten, andere Seite durch Stahlträger gestützt. | 08963249 |
|                                         | Wohnhaus | Hauptstraße 10 (Karte)             | 2. Hälfte 19. Jh. | schlichter Putzbau, gut proportioniert, im maßvollen, klassizistisch anmutenden Dekor weitgehend erhalten, Zeugnis der Bauperiode mit beginnendem städtischen Einfluss im Ort, ortsentwicklungsgeschichtlich von Bedeutung. Vielfältige Putzgliederung, Erdgeschoss Rustica, Eckrustizierung im Obergeschoss weitergeführt, profilierte Fenstergewände, über den Erdgeschoss-Fenstern strahlenförmige Putzgliederung, Trauffries mit Blendokuli, flaches Walmdach mit Schieferdeckung. | 08963250 |
|                                         | Wohnhaus | Hauptstraße 13 (Karte)             | um 1850 | gedrungenes massives eingeschossiges Gebäude an straßenbildprägender Stelle, womöglich ortshistorisch relevant als ehemaliges Zolleinnehmer- oder Wegewarthäuschen anderthalbgeschossig, Drempel, Traufverkröpfung, Krüppelwalmdach mit Schieferdeckung, Sandsteingewände, Giebellünette. | 08963248 |
| Direkt Bild zu diesem Denkmal hochladen | Villa | Hauptstraße 38 (Karte)             | 1921 | Putzbau im traditionalistischen Stil der 1920er Jahre, bis ins Detail im Ornament original erhalten, baugeschichtlich von Bedeutung. Erdgeschoss Rustica, Erdgeschoss Fenster-Sprossung erhalten, nach unten gewalmtes Mansarddach, zum Tal hin dominanter Mittelerker mit Kinder-Reliefs, Biberschwanzdeckung, zum Berg hin Mittelrisalit mit Dreiecksgiebel. | 08963268 |
|                                         | Spritzenhaus | Hauptstraße 49 (neben) (Karte)     | 19. Jh. | ehemaliges Feuerwehrgebäude, Putzbau mit prägender Giebellünette, ortsgeschichtlich relevant, eingeschossiger massiver Putzbau, Satteldach, Hauptöffnung mit Schlussstein. | 08960515 |
|                                         | Alte Schule, jetzt Wohnhaus | Hauptstraße 58 (Karte)             | 1842 | Putzbau mit optisch hervorgehobenem Portal an bildprägender Stelle, ortshistorisch bedeutend. Zweigeschossig, massiver Putzbau, Sandstein-Fenstergewände, Haustür bekrönt, altes Türblatt, Wand-Öffnung-Verhältnis intakt, Krüppelwalmdach, Biberschwanzdeckung. | 08963266 |
|                                         | Erstes Schulhaus, jetzt Wohnhaus | Hauptstraße 59 (Karte)             | 1763 | ländliches Wohnhaus, Obergeschoss Fachwerk, straßenbildprägend, baugeschichtlich von Bedeutung. Erdgeschoss massiv, Haustürbereich verändert, Obergeschoss Fenster in originaler Größe, Satteldach mit Überstand, Schieferdeckung, N-Giebelseite ausgemauert, hier fand ursprünglich Unterricht statt. | 08963259 |
|                                         | Fabrikantenvilla mit Garten | Hauptstraße 61 (Karte)             | bez. 1920 | Fabrikantenvilla mit Einfriedung und Garten, mit Brunnen, Treppenanlage und Stützmauer – Putzbau mit dezenter Ornamentik, im Stil der Zeit um 1920, baugeschichtlich und ortsgeschichtlich von Bedeutung. Unregelmäßiger Grundriss, Erdgeschoss Blend-Rundbögen mit Ornament-Reliefs, Gurtgesims, steile Walmdächer mit Gaupen. Erhaltene Innenausstattung mit Holzvertäfelung, Treppe, Deckenstuck, Türen und farbigen Fenstern. Fenster-Sprossung und zum Teil Farbglas erhalten. Architekt: März, ausführender Baumeister: Menzer. | 08963260 |
|                                         | Kriegerdenkmal | Hauptstraße 69 (neben) (Karte)     | nach 1918 (Kriegerdenkmal) | Kriegerdenkmal für die Gefallenen des Ersten Weltkrieges – ortsgeschichtlich von Bedeutung. Kleiner Bruchsteinturm mit eingelassener Metall-Schrifttafel. Denkmalplatz an Straßenecke, im Südwesten niedrige Stützmauer aus Bruchsteinmauerwerk mit eingelassener Metall-Schrifttafel, zwei Treppen (je vier Stufen) aus Bruchsteinmauerwerk, Beetfläche und Denkmal als kleiner Turm aus Bruchsteinen mit eingelassener Metall-Schrifttafel. | 08963261 |
|                                         | Oelsaer Schule | Hauptstraße 71 (Karte)             | bez. 1902 | repräsentatives Gebäude in Neorenaissanceformen, ortsbildprägend durch exponierte Lage, baugeschichtlich und ortshistorisch relevant. Zweigeschossig, massiver Putzbau, im Erdgeschoss Putzrustica, Gurtgesims, Obergeschoss Fensterbekrönungen, alte Sprossung entfernt, pilastergegliederter Mittelrisalit, darüber Welsche Haube mit Uhr und Wetterfahne, flaches Walmdach. | 08963262 |
|                                         | Wohnhaus | Hauptstraße 79 (Karte)             | nach 1870 | einfacher Putzbau im Schweizerstil, Gründerzeitgebäude, baugeschichtlich von Bedeutung. Zweigeschossig, massiver Putzbau, mit einigem erhaltenen Ornament, Gurtgesims, gegiebelter Mittelrisalit mit hölzerner Giebelverzierung (desgleichen die Dachhäuschen), alle Fenster mit Sandsteingewände (Vorhangbogen), einige Winterfenster, rundbogige Giebel-Zwillingsfenster, Krüppelwalmdach. | 08963271 |
|                                         | Wohnstallhaus eines Bauernhofes | Hauptstraße 81 (Karte)             | bez. 1796 | stattliches Wohnstallhaus, Obergeschoss Fachwerk, in ortsbildprägender Lage, in hohem Maße im ursprünglichen Aussehen erhalten, baugeschichtlich von Bedeutung. Erdgeschoss massiv, zum Teil mit Winterfenstern, Sandsteingewände. Stallanlage erhalten, Obergeschoss Fachwerk, Giebel- und Rückseite verkleidet, Obergeschoss Fenster in originaler Größe, alte sechsfeldrige Sprossung, Satteldach mit Überstand, bezeichnet 1796 (Türgewände). | 08963270 |
| Direkt Bild zu diesem Denkmal hochladen | Straßenbrücke über den Oelsabach | Hauptstraße 93 (bei) (Karte)       | 19. Jh. | Bruchstein-Einbogenbrücke, baugeschichtlich von Bedeutung | 08963269 |
|                                         | Ehem. Möbelfabrik Ernst Wolf | Hauptstraße 107; 109 (Karte)       | 1895–1913 | Kontorhaus (Nr. 107) und Produktionsgebäude (Nr. 109) einer Stuhlfabrik – Putzbauten im Stil des Neoklassizismus, ortshistorische und technikgeschichtliche Bedeutung. Kontorhaus: zweigeschossiger massiver Putzbau mit Walmdach, Mittelrisalit lisenengegliedert und mit Dreiecksgiebel bekrönt, Sandsteinfreitreppe, altes Türblatt, Mittelrisalit: vier Medaillen mit den Emblemen Schifffahrt, Wasserkraft, Stuhlfabrikation, Bienenkorb (Symbol für Fleiß), Fertigungsgebäude: 70 m lang, zweigeschossig, zum Teil noch die alten kleinteilig gesproßten Fenster, Putzbau, durch Backsteinlisenen und mehrere Risalite gegliedert, ein weiterer Dreiecksgiebel, Schmalseite verändert, sonst gut im ursprünglichen Aussehen erhalten. | 08963273 |
| Weitere Bilder                          | Dorfkirche und Pfarrhaus Oelsa | Pfarrweg 2 (Karte)                 | 1925–1928 | Ev. Kirche mit angebautem Gemeindehaus und Pfarrhaus, dazu Grünanlage (Gartendenkmal) mit Fußgängerbrücke über den Oelsabach, Treppenaufgang, terrassiertem Gelände und wertvollem Gehölzbestand – Gesamtkunstwerk im expressiven-traditionalistischen Stil der 1920er Jahre, baugeschichtlich und künstlerisch von Bedeutung. | 08963263 |
|                                         | Turnhalle Oelsa | Possendorfer Straße 1 (Karte)      | 1927 | im Heimatstil, Einfluss ländlicher Architektur, Putzbau mit Krüppelwalmdach, Portikus mit Dreiecksgiebel und Doppelpilastern, Freitreppe, ortsgeschichtlich von Bedeutung. Fenstersprossung zum Teil erhalten. | 08963252 |
|                                         | Wohnhaus | Rabenauer Weg 3 (Karte)            | 1. Hälfte 19. Jh. | Obergeschoss Fachwerk verputzt und verschiefert, Relikt ländlicher Holzbauweise in veränderter Umgebung, trotz Veränderungen im Erdgeschoss weitgehend in der Konstruktion erhalten, baugeschichtlich von Bedeutung. Erdgeschoss massiv und stark verändert, Obergeschoss Fenster in originaler Größe, Giebel verschiefert, Satteldach mit Aufschieblingen und Schleppgaupe. | 08963274 |
|                                         | Scheune eines Vierseithofes | Seifersdorfer Straße 4 (Karte)     | 2. Hälfte 19. Jh. | Fachwerk-Scheune, hochgradig im ursprünglichen Aussehen erhalten, baugeschichtlich und wirtschaftsgeschichtlich von Bedeutung. Drempel, alte Tore, hinterer Teil massiv. | 08963247 |
| Direkt Bild zu diesem Denkmal hochladen | Wohnhaus | Seifersdorfer Straße 7 (Karte)     | 1. Hälfte 19. Jh. | ländliches Wohnhaus, Obergeschoss Fachwerk, Giebelseite verschiefert, Langseite verbrettert, mit erhaltener Konstruktion, baugeschichtlich von Bedeutung. Schleppdach, Verbretterung nicht im Denkmalsinne, jedoch Fenster in originaler Größe. | 08963246 |
| Direkt Bild zu diesem Denkmal hochladen | Wohnstallhaus und Scheune eines Bauernhofes | Seifersdorfer Straße 8 (Karte)     | um 1832 | Wohnstallhaus Obergeschoss Fachwerk verputzt, Rückseite verschiefert, verbretterte Holzscheune, exponiert liegender Bauernhof am Ortsrand, baugeschichtlich und wirtschaftsgeschichtlich von Bedeutung. Wohnstallhaus: Obergeschoss Fachwerk verputzt, Rückseite verschiefert, Obergeschoss Fenster weitgehend in originaler Größe, Krüppelwalmdach, Scheune: Holzkonstruktion. | 08963245 |
| Direkt Bild zu diesem Denkmal hochladen | Wohnstallhaus eines Bauernhofes | Wilmsdorfer Straße 1 (Karte)       | bez. 1840, Kern womöglich älter | Obergeschoss Fachwerk, schöne Giebelgestaltung, sehr gut im ursprünglichen Aussehen erhalten, ortsbildprägend durch exponierte Lage, baugeschichtlich von Bedeutung. Erdgeschoss massiv, Korbbogen-Sandstein-Türgewände, bezeichnet 1840 (Schlussstein Türgewände), Obergeschoss Fenster in originaler Größe, Satteldach mit leichtem Überstand. | 08963272 |

## Spechtritz
| Bild                                    | Bezeichnung | Lage                           | Datierung            | Beschreibung | ID       |
| --------------------------------------- | --- | ------------------------------ | -------------------- | --- | -------- |
|                                         | Sachgesamtheitsbestandteil der Sachgesamtheit Weißeritztalbahn, Teilabschnitt Rabenau, OT Spechtritz, nur der Streckenverlauf | (Karte)                        |                      | Sachgesamtheitsbestandteil der Sachgesamtheit Weißeritztalbahn, Teilabschnitt Rabenau, OT Spechtritz, ohne Einzeldenkmale, nur der Streckenverlauf – Sachgesamtheit mit Gleiskörper (Sachgesamtheitsteil), Technik und allen Hochbauten sowie Brücken der Weißeritztalbahn in den Gemeinden Freital (OT Hainsberg), Rabenau (OT Rabenau, Lübau, Spechtritz, Oelsa), Dippoldiswalde (OT Malter, Dippoldiswalde, Ulberndorf), Schmiedeberg (OT Obercarsdorf, Schmiedeberg, Naundorf) und Altenberg (OT Oberbärenburg, Kurort Kipsdorf), bedeutendes Denkmal der sächsischen Verkehrsgeschichte, eine der ältesten Schmalspurbahnen Deutschlands, von geschichtlichem, wissenschaftlich-dokumentarischem, landschaftsgestaltendem sowie Seltenheitswert. Keine Einzeldenkmale, nur der Streckenverlauf im OT Spechtritz, Wartehäuschen Haltepunkt Spechtritz Neubau um 2012. | 09304222 |
| Direkt Bild zu diesem Denkmal hochladen | Wohnstallhaus, Seitengebäude, Schuppen und Scheune eines Dreiseithofes                                                        | Am Berg 14 (Karte)             | um 1850              | Wohnstallhaus Obergeschoss Fachwerk, Scheune und Seitengebäude verbrettert, ein in Aussehen und Struktur gut erhaltener kleiner Bauernhof, baugeschichtlich und wirtschaftsgeschichtlich von Bedeutung. Wohnstallhaus: Erdgeschoss massiv, zwei Segmentbogen-Türgewände, Obergeschoss Fenster in originaler Größe, zum Teil in originaler Sprossung, Giebel verbrettert. | 08963324 |
| Direkt Bild zu diesem Denkmal hochladen | Wohnstallhaus und Scheune eines Zweiseithofes                                                                                 | Am Berg 16 (Karte)             | um 1900              | Wohnstallhaus Obergeschoss Fachwerk unter Einfluss des Schweizerstils, Holzscheune verbrettert, ortsbildprägender Bauernhof, baugeschichtlich und wirtschaftsgeschichtlich von Bedeutung. Wohnstallhaus: Erdgeschoss massiv, zum Teil verändert (Haustürbereich, Garage), Fenster Obergeschoss ohne Sprossung, aber in originaler Größe, Satteldach mit Überstand. | 08963325 |
| Direkt Bild zu diesem Denkmal hochladen | Wohnstallhaus, Scheune und Seitengebäude eines Dreiseithofes                                                                  | Am Berg 22 (Karte)             | um 1850              | Wohnstallhaus Obergeschoss Fachwerk, hölzerne Scheune, ein in Aussehen und Struktur gut erhaltener Bauernhof, bildprägend durch exponierte Lage, baugeschichtlich und wirtschaftsgeschichtlich von Bedeutung. Wohnstallhaus: Erdgeschoss massiv, Sandstein-Türgewände, Obergeschoss Fenster in originaler Größe, Giebelgefache ausgemauert, Satteldach. | 08963326 |
| Direkt Bild zu diesem Denkmal hochladen | Spritzenhaus | Am Berg 26 (gegenüber) (Karte) | bez. 1873            | kleines Feuerwehrgebäude, ortsgeschichtliche Relevanz. Eingeschossiger Massivbau, Eckrustizierung, verkröpftes Traufgesims, bezeichnet 1873 (Schlussstein Giebel). | 08963327 |
| Direkt Bild zu diesem Denkmal hochladen | Wohnhaus und Scheune eines Zweiseithofes                                                                                      | Am Steinberg 19 (Karte)        | Kern vermtl. 18. Jh. | Wohnhaus Obergeschoss Fachwerk, Holzscheune, Kleinbauernhof, baugeschichtlich und wirtschaftsgeschichtlich von Bedeutung, Wohnhaus: Fachwerk intakt, lediglich rückwärtige Giebelseite umgestaltet, Giebel verbrettert. | 08963328 |

## Ausführliche Denkmaltexte
1. 1 2 3 4  Die 26,3 km lange Schmalspurstrecke (750 mm Spurweite) wurde 1880–1882 bis Schmiedeberg vollendet, im Jahr darauf bis Kipsdorf. Veränderungen des Streckenverlaufs 1908–1912 durch den Bau der Talsperre Malter, mehrfache Umbauten bis 1934, Hauptauftraggeber waren Industriebetriebe in Dippoldiswalde und die Eisengießerei in Schmiedeberg, steilste Streckenabschnitte der sächsischen Schmalspurbahnen, Bahnkörper, Bahnhofsgestaltung und Trassierungselemente bestimmten die technische Entwicklung aller Schmalspurbahnen in Sachsen.
2. ↑  Einzeldenkmale im Teilabschnitt Rabenau, OT Rabenau: Bahnhof Rabenau (als Abbruch verzeichnet), Bhf. Rabenau Streckenkilometer 5,175, nahe Bahnhofstraße 23 (Rabenauer Mühle), authentisch nur noch ein Holzbau, der zuletzt als Stellwerk genutzt wurde, ca. 1881 erbaut – dieser nach 2002 abgebrochen, weiterhin auf der Gemarkung Rabenau (ohne Adresse): zwei Naturstein-Bogenbrücken, 1883.

Einzeldenkmale im Teilabschnitt Freital, OT Hainsberg – Rabenau, OT Rabenau: hiervon auf der Gemarkung Coßmannsdorf (Gemeinde Freital, OT Hainsberg, An der Kleinbahn gegenüber 6, Flurstück 40, Streckenkilometer 1,620) Haltepunkt Freital-Coßmannsdorf, bestehend aus Wartehäuschen mit Fahrkartenausgabe, ca. 7 m × 3 m, querverbrettert ohne Zwischenpfosten, alle Fensterflügel dreigeteilt, Satteldach mit Schieferdeckung, 1930, hiervon teilweise auf Gemarkung Rabenau (Gemeinde Rabenau, OT Rabenau, Flurstück 570) und teilweise auf Gemarkung Coßmannsdorf (Freital, OT Hainsberg, Flurstück 177 und 178): zwei Naturstein-Bogenbrücken, 1883.
3. ↑  Denkmaltext: Kopie einer Kursächsischen Distanzsäule, die 1730 aus Sandstein in der typischen Form eines (mit Entfernungsangaben beschrifteten) Obelisk auf Sockel, mit Wappenstück sowie „AR“-Monogramm und Posthornzeichen errichtet wurde. 1864 wurde sie abgebrochen, Teile von ihr wurden für ein Kriegerdenkmal verwendet, das 1960 abgerissen wurde. 2013 wurde eine Kopie der Distanzsäule am historischen Standort errichtet. Im Jahre 1722 begann man im Kurfürstentum Sachsen mit der Aufstellung der Kursächsischen Postmeilensäulen. Kurfürst Friedrich August I. wollte hierdurch ein zeitgemäßes Verkehrs- und Transportleitsystem im Kurfürstentum aufbauen, um Handel und Wirtschaft zu fördern. Er beauftragte mit Generalvollmacht Magister Adam Friedrich Zürner (1679–1742) mit der Durchführung. Das System der Postmeilensäulen umfasste Distanzsäulen, Viertelmeilensteine, Halb- und Ganzmeilensäulen. Die Distanzsäulen sollten in den Städten vor den Stadttoren, später nur auf den Marktplätzen aufgestellt werden. Entlang der Poststraßen wurden Viertelmeilensteine, Halb- und Ganzmeilensäulen aufgestellt. Sie erhielten eine fortlaufende Nummerierung (Reihennummer), beginnend vom Anfang der Vermessung. Die Ganzmeilensäulen wurden außerhalb der Städte an den Poststraßen im Abstand von 1 Meile (= 9,062 km) aufgestellt. Die Distanzsäulen waren mit dem Monogramm „AR“ für „Augustus Rex“, dem polnisch-litauischen und kursächsischen Doppelwappen sowie der polnischen Königskrone gekennzeichnet. Die Ganzmeilen-, Halbmeilensäulen und Viertelmeilensteine waren alle ähnlich beschriftet, alle trugen kein Wappen, aber das Monogramm „AR“. Die Entfernungsangaben erfolgten in Wegestunden (1 Stunde = ½ Postmeile = 4,531 km). Dieses Meilensystem war das erste europäische Verkehrsleitsystem. Der hier betrachteten Säule kommt als Teil des überregional bedeutenden Postwegesystems eine hohe verkehrsgeschichtliche Bedeutung zu (LfD/2013).
4. ↑  Evangelische Egidienkirche. Saalkirche mit eingezogenem dreiseitig geschlossenem Chor und Dachreiter von 1640, bezeichnet über dem Südportal der südlichen Vorhalle, unter Wiederverwendung von Resten eines Vorgängerbaus vermutlich aus dem 15. Jh. Umbauten 1642, 1783, 1842. Restaurierungen 1939 und 1967 (innen).

Verputzter Bruchsteinbau mit steilem Satteldach und achtseitigem holzverschaltem Dachreiter mit verschieferter Haube. Über dem Chor, der deutlich vom Saal abgesetzt ist, abgewalmtes Satteldach. Der Chor vermutlich von dem Vorgängerbau übernommen, seine vier Fenster mit Dreipass-Maßwerk. Die quadratische südliche Vorhalle mit eigenwilligen gotisierenden Formen und zwei profilierten Rundbogenportalen. An der Südseite des Saals noch ein ehem. Rundbogenportal sichtbar. Die westliche Vorhalle sowie die Anbauten der Nordseite vermutlich aus dem 18. und 19. Jh., das Portal des Treppenturms bezeichnet 1880.

Im Innern flachgedeckter Emporensaal, an der Nord- und Südseite zweigeschossige Emporen, im Westen die Orgelempore. Der Chor ebenfalls flachgedeckt. Die Sakristei an der Nordseite mit Tonnengewölbe und Stichkappen. Ausstattung: Farbig gefasste Renaissancekanzel aus Holz: über einem kandelaberartigen Fuß, der eine Laubsägearbeit darstellt, ein trichterförmiger Unterbau für den achtseitigen Kanzelkorb mit Diamantquadern besetzt, die Brüstung mit Blendarkatur zwischen freistehenden Säulchen, schlichter Schalldeckel mit Kreuz, 17. Jh. – Kelchförmige Taufe aus Holz mit Goldfassung, auf acht Löwenfüßen stehend, mit wulstigen Spangen, die in Akanthusblätter übergehen, am Beckenrand Lambrequins, um 1730. – Über dem Portal der Südwand das ehem. Altargemälde mit der Darstellung der Kreuzigungsgruppe, um 1670. – Orgel-Gehäuse von Johann Christian Kayser, 1795, Orgelwerk 1992/93 ersetzt. – Hinter dem Altar zwei Sandsteinepitaphe: für Johann Michael Knaust, bezeichnet 1695, und für Lorenz Christian Weigel, bezeichnet 1762, Obelisk mit reizvoller Rokoko-Kartusche (Dehio Sachsen I, 1996).

Kirchhof – Einfriedung: Ost-Tor mit zwei verputzten Torpfeilern mit Abdeckplatten und Steinkreuz, zwei grün gefasste schmiedeeiserne Torflügel, südliche Einfriedung als Stützmauer mit Brüstungsmauer aus Bruchsteinmauerwerk mit Abdeckplatten aus Sandstein, in einem kurzen höheren Mauerabschnitt der südlichen Einfriedungsmauer Süd-Pforte mit Rundbogen und einem Holztürblatt, an der westlichen Grenze Stützmauer als Trockenmauer.

Bodenrelief: an der Ost-Grenze Böschung, Stützmauer als südliche und westliche Einfriedungsmauer. Erschließung: am Ost-Tor Treppe mit zwei Stufen, einem Podest und 4 Stufen sowie seitlichen Stützmauern, Weg zum Eingang der Kirche, an der Süd-Pforte Treppe vom Pfarrgarten mit Pfarrhaus zum Kirchhof. Gehölze: Im Nordosten der Kirche Lutherlinde mit drei Hauptästen (Foto), an der südlichen Einfriedungsmauer ein Solitärbaum (Linde), an der Süd-Pforte Solitärbaum (Traueresche), im Süden und Westen der Kirche Koniferen.
5. ↑  Friedhof – Einfriedung: Einfriedungsmauer aus Sandsteinmauerwerk (im Südost-Bereich aus Kunststein), Nordwest-Tor mit einem mittleren Tor und zwei äußeren Türen mit insgesamt vier Pfeilern aus Sandsteinmauerwerk, zwei Nebeneingänge in der nordöstlichen Einfriedungsmauer. Bodenrelief: von Südwesten nach Nordosten ansteigendes Gelände, Terrassierung mit insgesamt acht Längsterrassen für Gräberreihen, im Zentrum der Anlage Plateaufläche mit Kapelle.

Erschließung: Nordwest-Südost-Wegeachse, je eine Südwest-Nordost-Querachse im Nordwest-Bereich und Südost-Bereich des Friedhofs, Wege parallel zu den Einfriedungsmauern, Wege größtenteils mit wassergebundener Decke, Reste der Wegeeinfassung aus roh behauenen Granitkantensteine, aufrecht stehende Granitsteine als Wegekante im Nordosten der Plateaufläche der Kapelle, auf dem südwestlichen Abschnitt  des Querweges im Nordwest-Bereich 3 × 2 Blockstufen.

Gehölze: Zwei Torbäume außerhalb des Friedhofs (Linden, davon eine mit abgesetzter Krone), ein Solitärbaum (Linde mit drei Hauptästen) auf dem Friedhof an der Nordwest-Südost-Wegeachse am Nordwest-Tor, eine Linde in der Nord-Ecke des Friedhofs, drei von ehemals vier Linden am Hauptwegekreuz im Nordwest-Bereich, eine Linde mit abgesetzter Krone an der nordöstlichen Einfriedungsmauer, Koniferen im Bereich der Kapelle, Reste von Lebensbaumalleen an der Hauptlängs- und Hauptquerachse des Südost-Bereichs, geschnittene Ligusterhecken an den Böschungen zwischen den Gräberreihen und z. T. auch als Einfassung der Grabstellen. Wasser: ein Schöpfbecken im Nordosten der Kapelle. Kriegerdenkmal: einfaches Holzkreuz und Gedenktafel.
6. ↑  Denkmaltext: Der Wasserturm mit zugehörigem Wohnhaus wurde 1927 im Stil der Neuen Sachlichkeit als Stahlbeton- und Mauerwerkskonstruktion mit hölzernen Dachaufbauten errichtet. Aus dem eingeschossigen, sehr kleinen Wohnhaus mit steilem Walmdach wächst der eigentliche Wasserturm als hoher Kubus auf quadratischer Grundfläche und mit kleinem Spitzkegeldach heraus. Besondere Betonung erfahren die Fassaden durch die kleinen, liegend rechteckigen Fensterformate, die in der Turmmitte eng beieinander platziert und mit umlaufend schrägen Gewänden ausgestattet sind und unterhalb der Traufe jeweils die Ecken akzentuieren. Der Wasserturm ist nicht mehr in die kommunale Wasserversorgung eingebunden, sondern wird als Wohnhaus genutzt. Das Gebäude ist sowohl architektur- als auch technikgeschichtlich bedeutsam und korrespondiert in gewisser Weise mit der unmittelbar gegenüber und fast zeitgleich errichteten Schule (LfD/2017).
7. 1 2  Bahnhof Seifersdorf als Sachgesamtheitsbestandteil mit den dazugehörigen Einzeldenkmalen, Streckenkilometer 8,660 – befindet sich sowohl in der Gemeinde Dippoldiswalde OT Seifersdorf als auch in der Gemeinde Rabenau OT Oelsa (Gemarkung Großoelsa).

Einzeldenkmale hiervon in der Gemeinde Rabenau, OT Oelsa: Empfangsgebäude mit ehem. Fahrkartenausgabe, Gepäckabfertigung und Dienstraum, senkrechte Verbretterung mit Deckleisten, Dachvorsprung über der Eingangstür, Fenster zweiflügelig, je dreifeldrig, originales Türblatt, gewölbtes Walmdach, Biberschwanzdeckung, 1912, daneben Lampenstube und Toilettenhäuschen sowie Güterboden auf der anderen Gleisseite, 1912, senkrecht verbrettert, ca. 40 cm Ziegelfundament, zweiteilige Schiebetür mit Oberfenster, beidseitig Holzrampen, Walmdach.

Einzeldenkmale gemarkungsübergreifend auf Gemarkung Seifersdorf (Gemeinde Dippoldiswalde, OT Seifersdorf) und auf Gemarkung Großoelsa (Gemeinde Rabenau, OT Oelsa): Stützmauer südwestlich des Bahnhofs, mit großen Blendbögen sowie dreibogige Brücke, nördlich des Bahnhofs, unregelmäßige Sandsteinquader, in der Gemeinde Dippoldiswalde, OT Seifersdorf, bei Bergstraße 6.
8. ↑  Villengarten – nachträgliche Unterschutzstellung des Gartens (zunächst als Gartendenkmal, jetzt Nebenanlage).

Einfriedung: Einfriedungszaun auf Stützmauer bzw. Sockel aus bossierten Natursteinquadern mit Abdecksteinen, Zaunpfeiler aus bossierten Natursteinquadern mit Abdeckplatten, gerahmte Holzzaunfelder, Nordwest-Tor, im Südosten der Villa hohe Stützmauer und Tor mit Rundbogen zu einem überdeckten Treppenaufgang führend.

Bodenrelief und Gartenbauten: von Nordosten nach Südwesten ansteigendes Gelände, Stützmauern der Einfriedung, im Südosten der Villa hohe Stützmauer der Einfriedung mit Tor und überdeckter Treppenanlage, im Südwesten des Gartens an der Villa geebnete Flächen, im Nordosten der Villa Böschung mit Wandbrunnenanlage und Treppen, im Nordwesten des Gartens Steingarten mit mehreren Absätzen. Gehölze: Solitärbaum (Linde mit drei Hauptästen), Rhododendron, Koniferen im Nordwest-Bereich des Gartens, Lebensbaumhecke.

Blickbeziehung: axialer Blickbezug in der Nordost-Südwest-Achse der Villa und des Gartens (im Nordosten gestört durch eingefügtes Einfamilienhaus), vom Nordwest-Tor Blickbezug zur Kirche. Veränderungen: Flächenverlust durch Teilung des Grundstücks und Einfügung eines Einfamilienhauses im Nordosten Bereich des Gartens. Verlust des gestalterischen Zusammenhanges des Gartens und damit der Gartenräume und Sichtbezüge innerhalb des Gartens sowie von und nach außen. Weitere Verluste sind Teilabschnitte der Einfriedung im Nordwesten und Südosten, der Springbrunnen mit Säule im Nordost-Bereich des Gartens und die Feingliederung des Gartens durch Hecken, Solitärsträucher und Beete.
9. ↑  Evangelische Pfarrkirche Oelsa. Neugotischer Bau mit Satteldach von 1928. Der quadratische Westturm mit achtseitigem Glockengeschoss und schöner Haube. Der Chor polygonal geschlossen. Das Äußere der Kirche von Strebepfeilern gegliedert, schlichte Spitzbogenfenster. Spitzbogenstil, schöne Holztüren, Farbglasfenster, Turm mit verschieferter Haube, Pfarrhaus mit Gurtgesims und Walmdach. Pfarrhaus von 1925.

Grünanlage am Kirchberg – Bodenrelief: von Südwesten nach Nordosten ansteigendes Gelände durch Böschungen gegliedert, Stützmauern an Bachlauf, Brücke und Treppenanlage. Erschließung: Südwest-Nordost-Achse mit Zugangsweg, Brücke und Treppenanlage (auf das Eingangsportal der Kirche ausgerichtet), Platzfläche im Südwesten und Nordwesten der Kirche, hofartiger Platz im Nordosten der Kirche mit nordwestlicher Zufahrt, hofartiger Platz im Südosten der Kirche mit Zugang zum Sozialtrakt und Pfarrhaus, im Westen des Kirchberges Weg mit Treppenaufgang.

Gartenbauten: Brücke, axiale Treppenanlage mit zwei unteren Treppenläufen, einem Podest mit Terrasse und einem oberen Treppenlauf, Stützmauern an Bachlauf, Brücke und Treppenanlage, Treppe im West-Bereich der Anlage. Gehölze: Baumgruppe an der Straße im Südosten des axialen Zugangsweges, zwei den Kirchturm rahmende Bäume an der axialen Treppenanlage, Solitärbäume und Baumgruppen im Westen und Norden der Anlage. Blickbeziehung: Südwest-Nordost-Sichtachse zum Eingangsportal der Kirche von zwei Bäumen gerahmt.